# آتتان
آتتان (به فرانسوی: Attin) یک کمون در فرانسه است که در پا-دو-کاله واقع شده‌است. آتتان ۶٫۷ کیلومتر مربع مساحت دارد ۱۱ متر بالاتر از سطح دریا واقع شده‌است.